# Villette-lès-Arbois
Villette-lès-Arbois è un comune francese di 416 abitanti situato nel dipartimento del Giura nella regione della Borgogna-Franca Contea.

## Società

### Evoluzione demografica
Abitanti censiti